# Danny Ferry
Daniel John Willard "Danny" Ferry (Baltimore, Maryland, 17 de octubre de 1966) es un exjugador de baloncesto estadounidense que jugó durante 13 temporadas en la NBA y una más en la Liga de baloncesto de Italia. Con sus 2,08 metros de estatura, jugaba indistintamente de alero o de ala-pívot. Es exgeneral mánager de la franquicia de la NBA de los Cleveland Cavaliers. Es hijo del también exjugador de la NBA de los años 60 Bob Ferry.

## Trayectoria deportiva

### Universidad
Jugó durante cuatro temporadas con los Blue Devils de la Universidad de Duke, hasta graduarse en 1989. en su última temporada consiguió los prestigiosos premios de Universitario del Año y Oscar Robertson Trophy. Llegó con su equipo en 3 ocasiones a la Final Four de la NCAA. Todavía conserva el récord de más puntos anotados por un jugador de Duke en un partido, anotando 58 ante Miami. Es el quinto mejor anotador de todos los tiempos de los Blue Devils, el 5º mejor reboteador y el 7º mejor pasador, siendo el único jugador que aparece en el top-10 en las tres categorías. En total promedió 15,1 puntos, 7 rebotes y 3,5 asistencias por partido. Su camiseta con el número 35 fue retirada por su universidad.

### Profesional
Fue elegido en la segunda posición del 1989 por Los Angeles Clippers, pero se negó a jugar en ese equipo, y rápidamente aceptó una oferta del Il Messaggero di Roma de la Liga Italiana. Al poco tiempo de irse a jugar a Italia, sus derechos fueron traspasados, junto con los de Reggie Williams, a Cleveland Cavaliers, a cambio de Ron Harper y dos primeras rondas del draft. Firmó un contrato garantizado por 10 temporadas, pero su paso por el equipo fue gris. Su mejor temporada fue la 1995-96, cuando promedió 13,3 puntos. Solo en la temporada siguiente logró pasar también de los 10 puntos por encuentro.
En la temporada 2000-01 firmó como agente libre por San Antonio Spurs, aceptando el rol de tirador suplente. Dos temporadas más tarde, en la última de su carrera, ganó su único anillo de campeón. En 13 temporadas promedió 7 puntos y 2,3 rebotes por partido.

## Estadísticas de su carrera en la NBA
|  | Denota temporada en la que fue Campeón de la NBA |

### Temporada regular
| Año     | Equipo      | PJ  | PT  | MPP  | %TC  | %3P  | %TL  | RPP | APP | ROB | TPP | PPP  |
| ------- | ----------- | --- | --- | ---- | ---- | ---- | ---- | --- | --- | --- | --- | ---- |
| 1990-91 | Cleveland   | 81  | 2   | 20.5 | .428 | .299 | .816 | 3.5 | 1.8 | .5  | .3  | 8.6  |
| 1991-92 | Cleveland   | 68  | 1   | 13.8 | .409 | .354 | .836 | 3.1 | 1.1 | .3  | .2  | 5.1  |
| 1992-93 | Cleveland   | 76  | 1   | 19.2 | .479 | .415 | .876 | 3.7 | 1.8 | .4  | .6  | 7.5  |
| 1993-94 | Cleveland   | 70  | 1   | 13.8 | .446 | .275 | .884 | 2.0 | 1.1 | .4  | .3  | 5.0  |
| 1994-95 | Cleveland   | 82  | 6   | 15.7 | .446 | .403 | .881 | 1.7 | 1.2 | .3  | .3  | 7.5  |
| 1995-96 | Cleveland   | 82  | 79  | 32.7 | .459 | .394 | .769 | 3.8 | 2.3 | .7  | .5  | 13.3 |
| 1996-97 | Cleveland   | 82  | 48  | 32.1 | .429 | .401 | .851 | 4.1 | 1.8 | .7  | .4  | 10.6 |
| 1997-98 | Cleveland   | 69  | 3   | 15.0 | .395 | .333 | .800 | 1.7 | .9  | .4  | .2  | 4.2  |
| 1998-99 | Cleveland   | 50  | 10  | 21.2 | .476 | .333 | .879 | 2.0 | 1.1 | .5  | .2  | 7.0  |
| 1999-00 | Cleveland   | 63  | 3   | 21.0 | .497 | .440 | .912 | 3.8 | 1.1 | .3  | .4  | 7.3  |
| 2000-01 | San Antonio | 80  | 29  | 21.1 | .475 | .449 | .733 | 2.8 | .9  | .4  | .3  | 5.6  |
| 2001-02 | San Antonio | 50  | 2   | 16.0 | .429 | .434 | .944 | 1.8 | 1.0 | .3  | .2  | 4.6  |
| 2002-03 | San Antonio | 64  | 1   | 9.4  | .355 | .350 | .769 | 1.2 | .3  | .1  | .1  | 1.9  |
| Total   | Total       | 917 | 186 | 19.8 | .446 | .393 | .840 | 2.8 | 1.3 | .4  | .3  | 7.0  |

### Playoffs
| Año   | Equipo      | PJ | PT | MPP  | %TC  | %3P  | %TL   | RPP | APP | ROB | TPP | PPP |
| ----- | ----------- | -- | -- | ---- | ---- | ---- | ----- | --- | --- | --- | --- | --- |
| 1992  | Cleveland   | 9  | 0  | 6.1  | .467 | .333 | 1.000 | 1.8 | .1  | .1  | .1  | 2.1 |
| 1993  | Cleveland   | 8  | 0  | 14.8 | .382 | .444 | .900  | 3.1 | 1.8 | .5  | .4  | 4.9 |
| 1994  | Cleveland   | 1  | 0  | 4.0  | –    | –    | –     | .0  | 1.0 | .0  | .0  | .0  |
| 1995  | Cleveland   | 4  | 0  | 16.8 | .520 | .533 | .667  | .8  | 1.5 | .5  | .0  | 9.5 |
| 1996  | Cleveland   | 3  | 3  | 39.0 | .341 | .063 | –     | 5.0 | 3.0 | 1.0 | .7  | 9.7 |
| 1998  | Cleveland   | 3  | 0  | 3.3  | .000 | .000 | –     | .3  | .0  | .0  | .0  | .0  |
| 2001  | San Antonio | 13 | 11 | 25.7 | .397 | .457 | –     | 3.2 | 1.3 | .3  | .1  | 5.8 |
| 2002  | San Antonio | 10 | 0  | 15.7 | .303 | .350 | .250  | 2.0 | .8  | .0  | .1  | 2.8 |
| 2003  | San Antonio | 16 | 1  | 6.3  | .286 | .286 | –     | 1.4 | .4  | .1  | .0  | 1.3 |
| Total | Total       | 67 | 15 | 14.4 | .374 | .368 | .750  | 2.1 | .9  | .2  | .1  | 3.7 |